# Phymaspermum pinnatifidum
Phymaspermum pinnatifidum là một loài thực vật có hoa trong họ Cúc. Loài này được (Oliv.) Källersjö miêu tả khoa học đầu tiên năm 1986.